# Lansdowne River
Der Lansdowne River ist ein Fluss im Osten des australischen Bundesstaates New South Wales.
Er entspringt an den Westhängen des Mount Gibraltar in der Killabakh Nature Reserve. Von dort fließt er nach Südosten und passiert den Coorabakh-Nationalpark an seiner Westseite. Bei Coopernook kreuzt er den Pacific Highway und mündet drei Kilometer weiter südlich in den nördlichen Arm des Manning River.
Am Mittellauf des Flusses liegt die Kleinstadt Lansdowne.